# 17240 Ґлеторренс
17240 Ґлеторренс (17240 Gletorrence) — астероїд головного поясу, відкритий 9 березня 2000 року.
Тіссеранів параметр щодо Юпітера — 3,597.